# هام (بیتبورگ-پروم)
هام (به آلمانی: Hamm) یک شهر در آلمان است که در بیتبورگ-پروم واقع شده‌است. مهمترین بنای هام، قلعه هام است که در قرن یازدهم میلادی ساخته شده‌است.

## نگارخانه

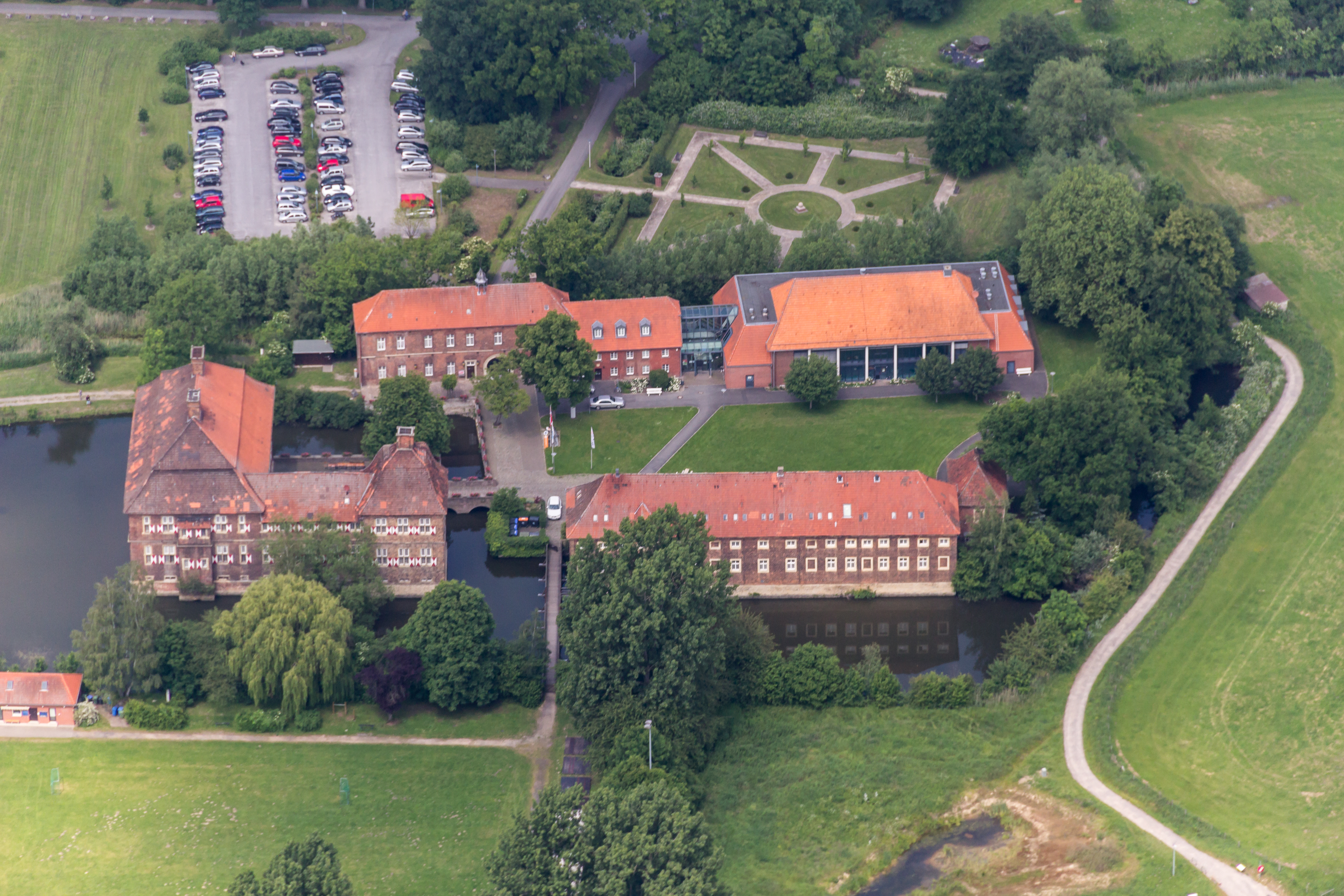
قلعه هام از بالا
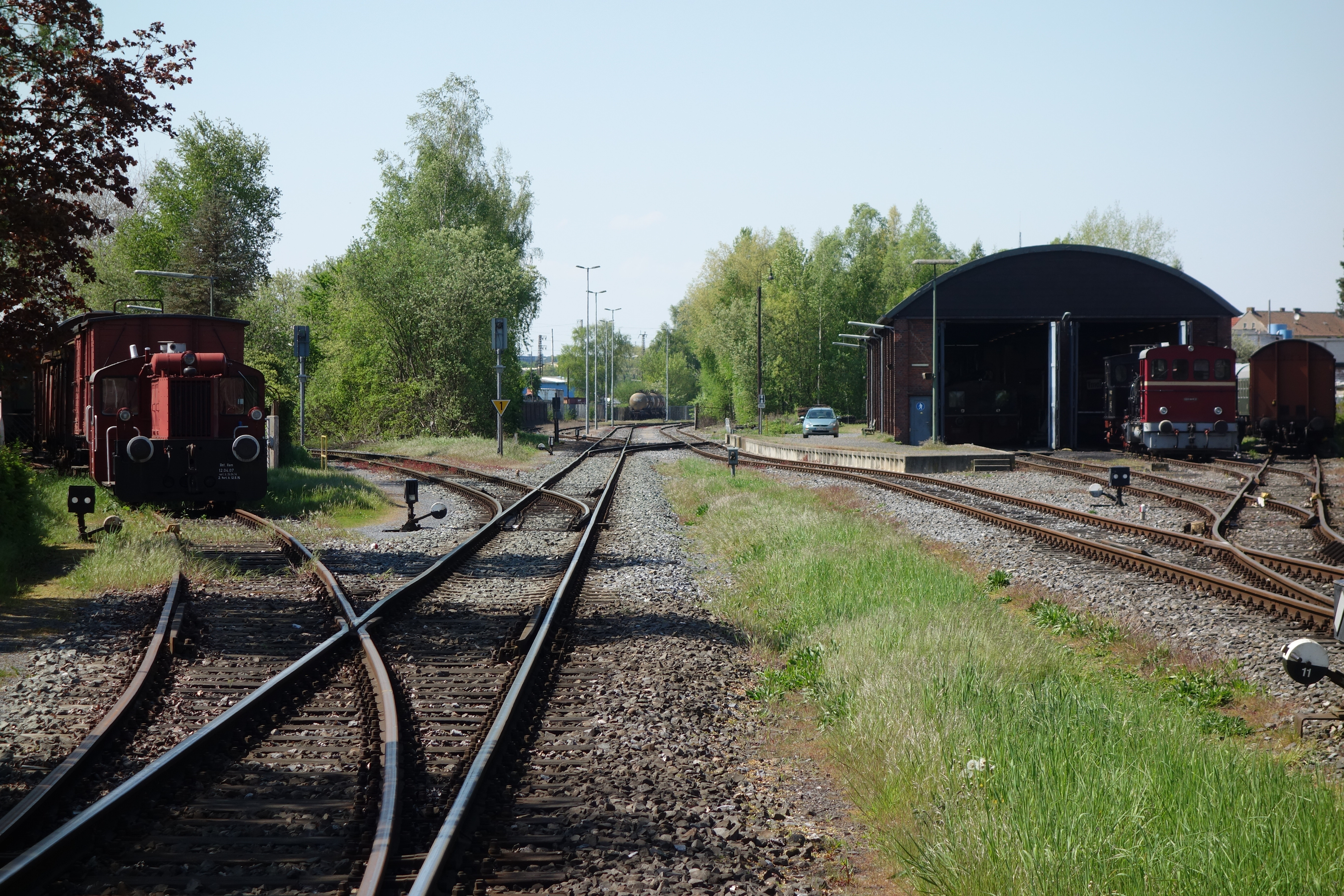
موزه قطار در هام
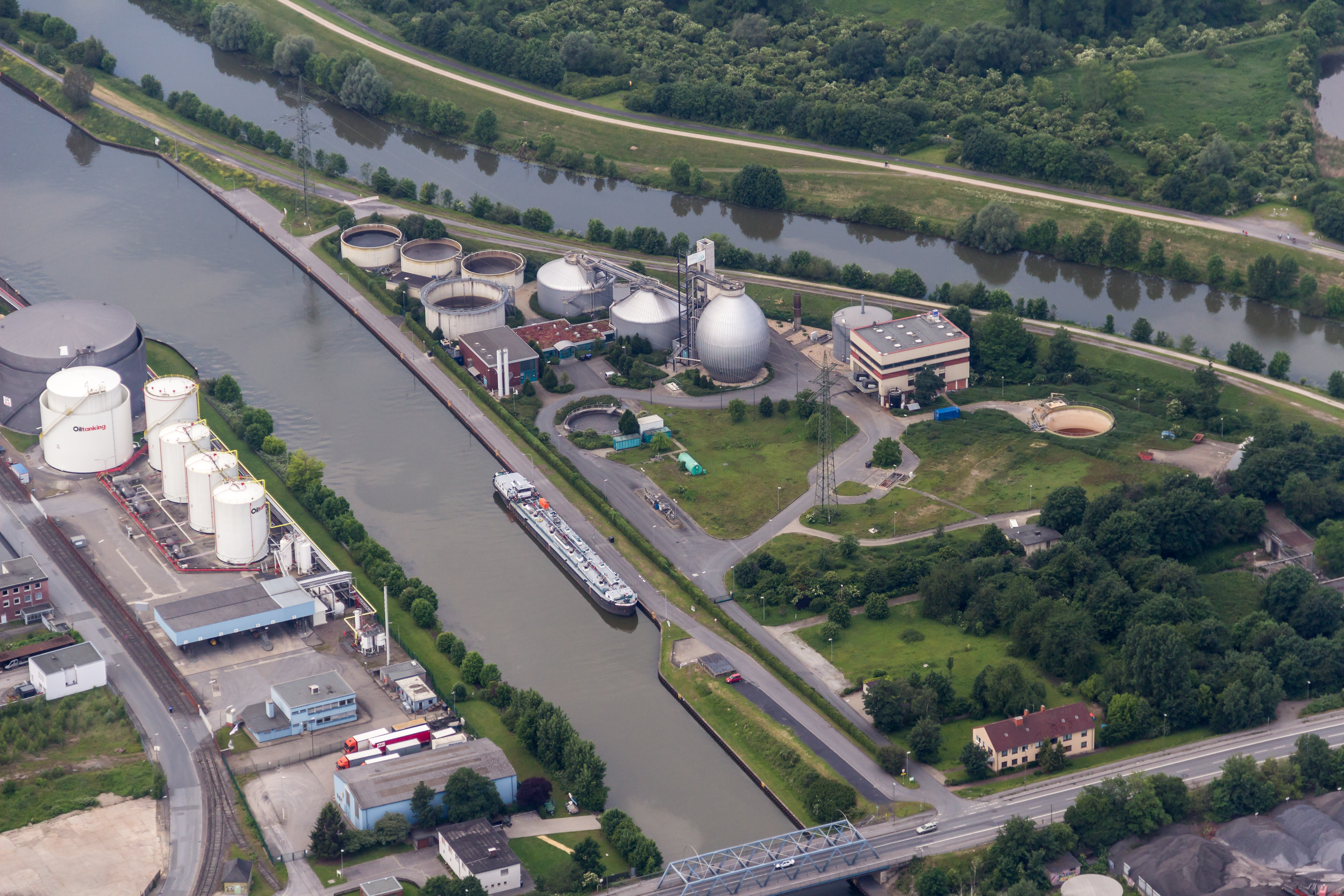
کانال هام